# Acharia stimulea
Espèce
Synonymes
- Empretia stimulea Clemens, 1860
- Limacodes ephippiatus Harris, 1869
- Sibine ephippiatus Kirby, 1892
- Sibine stimulea
- Sibene stimulea

Acharia stimulea est une espèce de lépidoptères (papillons) de la famille des Limacodidae. On la trouve dans l'Est des États-Unis, au Mexique, en Amérique centrale et peut être en Colombie,.
La chenille est verte au centre et brune aux extrémités. Un point brun-rouge cerclé de blanc occupe le centre de la partie verte, donnant l'illusion d'une selle et, par extension le nom vernaculaire de la chenille en anglais : Saddleback caterpillar, de saddle qui veut dire « selle ».
De plus, cette chenille porte deux points blancs comme des yeux sur son arrière-train, stratégie commune pour tromper des prédateurs comme les oiseaux. Elle comporte aussi une paire de cornes charnues à chaque extrémité. Celles-ci et la bordure de la chenille sont couvertes de poils urticants qui sécrètent un venin irritant. Le contact avec ces poils provoque une éruption cutanée gonflée et douloureuse et parfois jusqu'à des nausées chez les humains. En cas de contact, les poils doivent être retirés le plus vite possible pour éviter la propagation du venin . Le cocon de la chrysalide présente également ces poils urticants qui peuvent aussi tomber dans son environnement.  
Cette chenille se nourrit d'une grande variété de plantes. En Floride et en Alabama, elle se nourrit par exemple de palmiers ornementaux tels que Adonidia merrillii, un palmier philippin. 
L'imago est un papillon brun foncé au corps trapu.

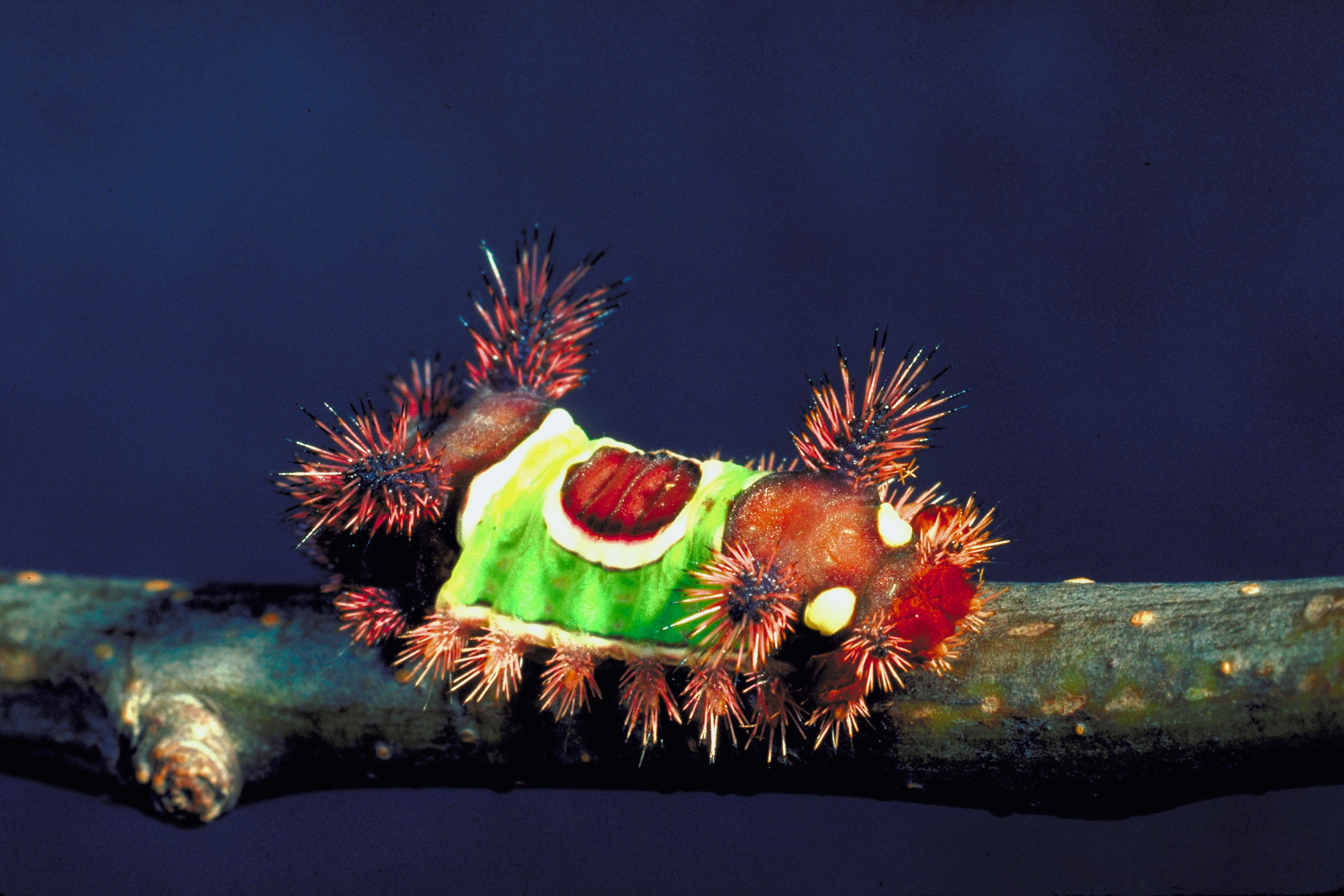
Chenille d'Acharia stimulea
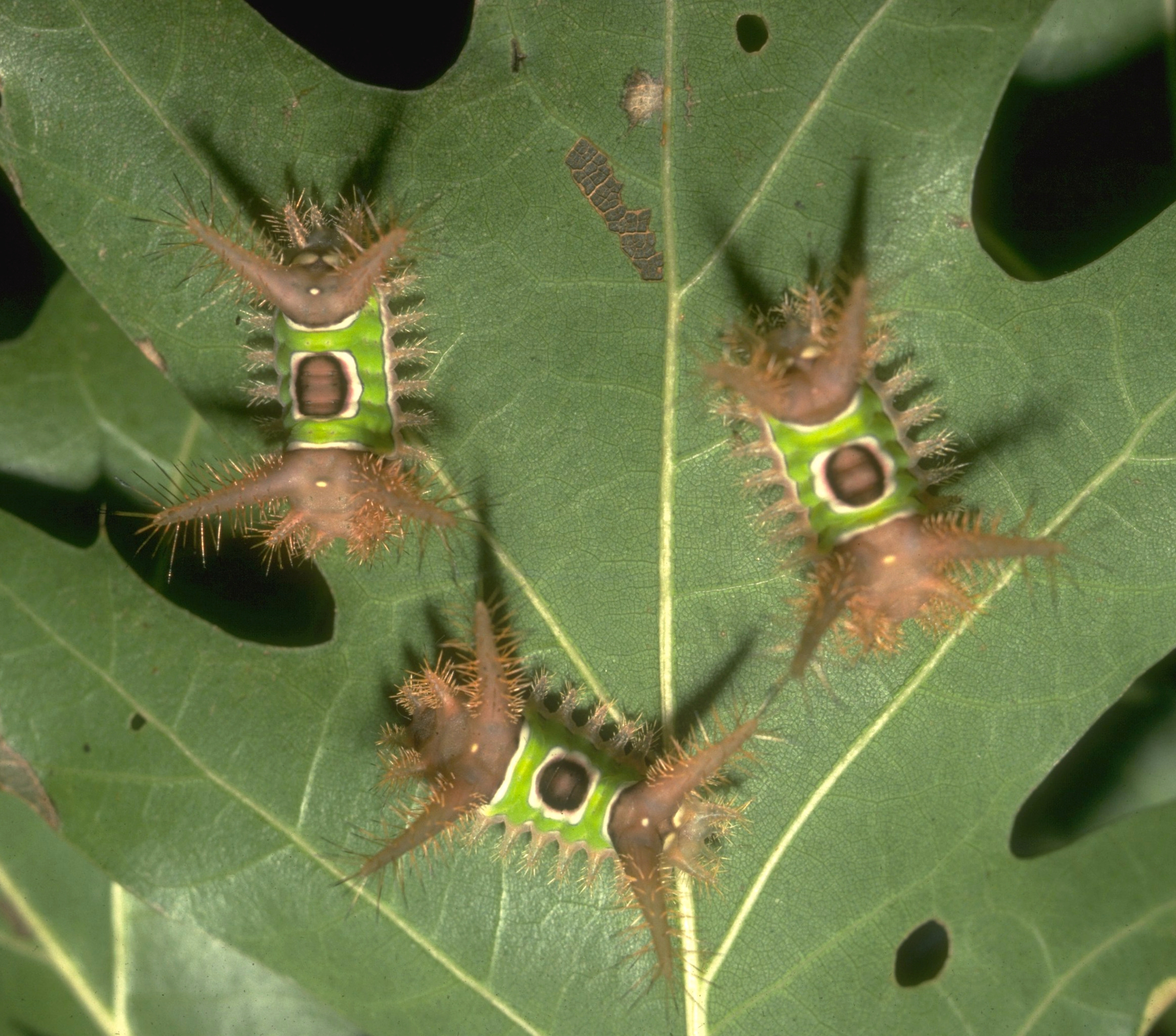
Chenilles d'Acharia stimulea
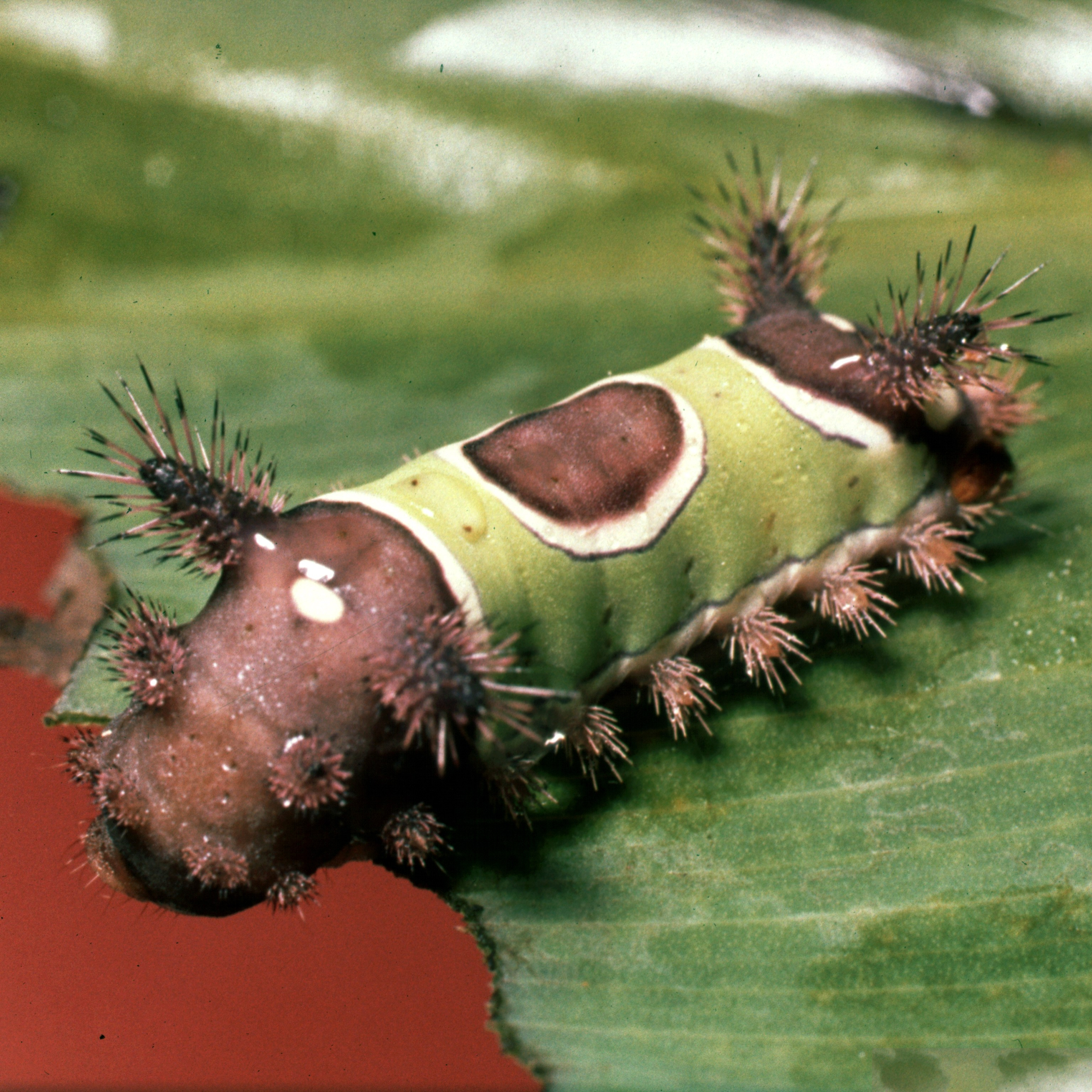
Chenille d'Acharia stimulea
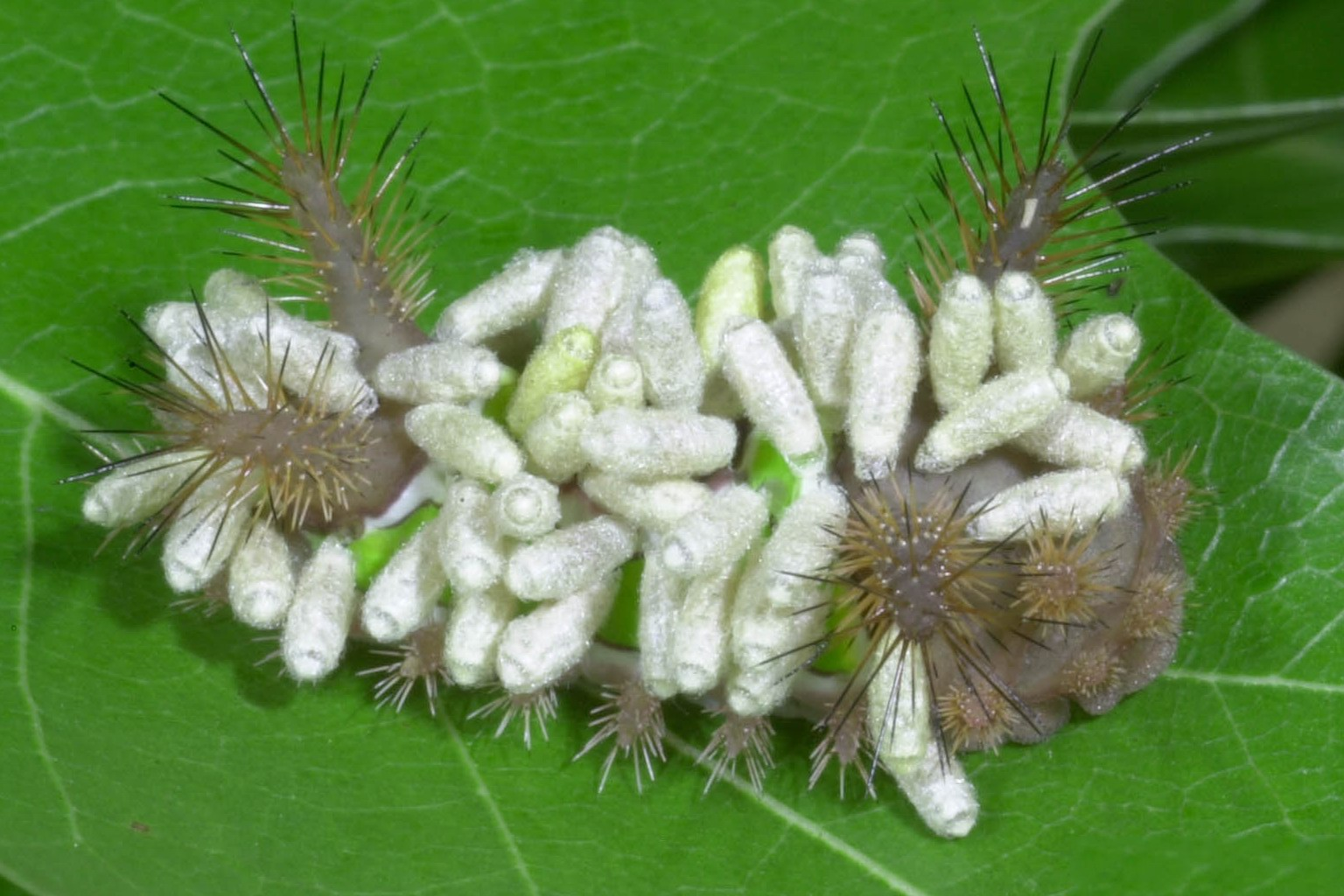
Chenille d'Acharia stimulea parasitée
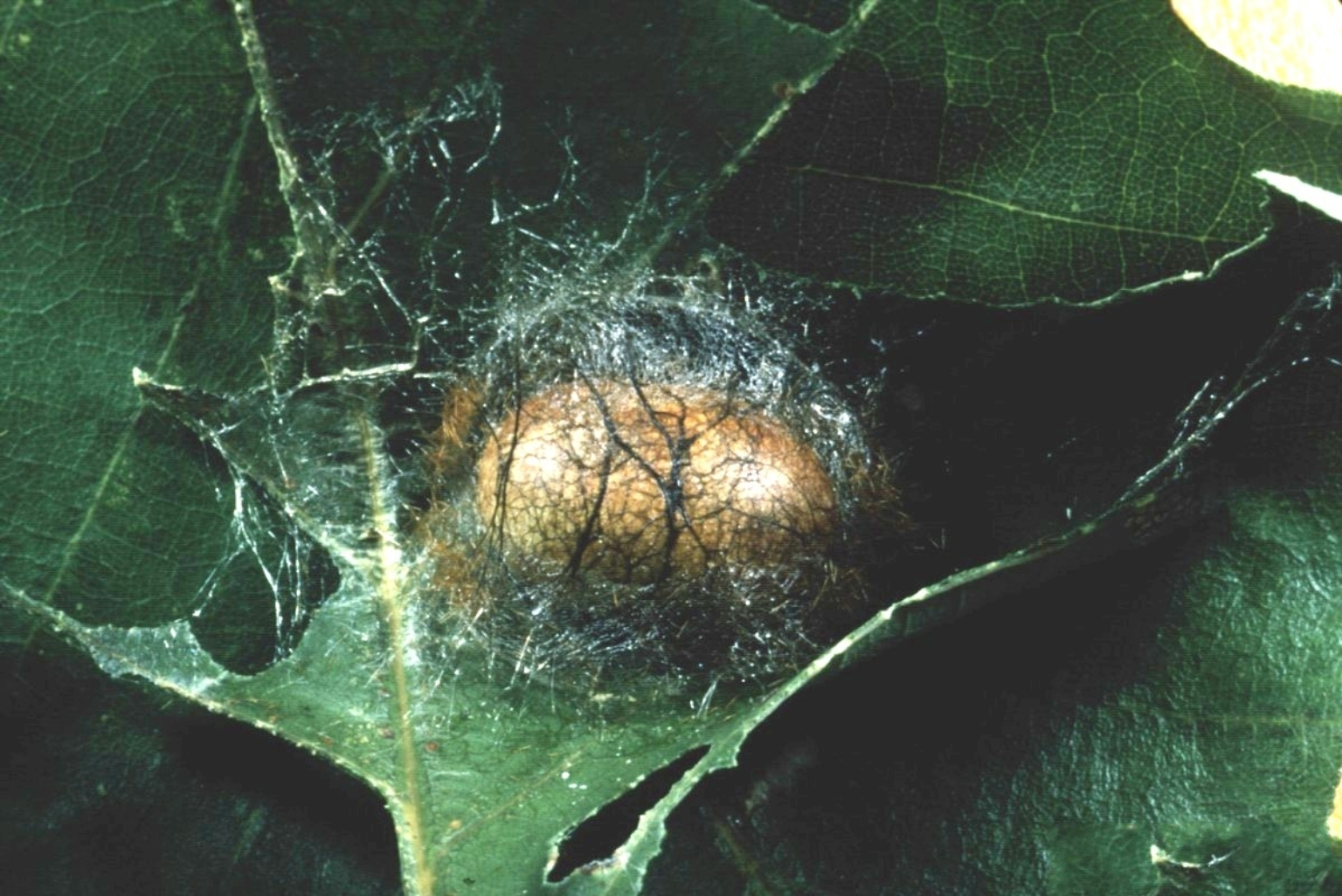
Cocon